# Allah
Allah, Yalla (în arabă: الله‎; transliterat: Allāh; pronunțat: [ɑɫɑːh]) înseamnă Dumnezeu în limba arabă. Termenul desemnează noțiunea de Dumnezeu atât pentru arabii musulmani, cât și pentru arabii creștini. El este însă cunoscut mai ales prin religia Islamică, care este religia majoritară a arabilor, fiind un derivat din Al-Lah, care sugerează unicitatea lui. Utilizarea implicită a articolului hotărât în Allah indică deci unitatea divină. 
În ciuda numelui diferit dat lui Dumnezeu, musulmanii consideră că Dumnezeul la care se închină este același cu Dumnezeul iudeo-creștin. Totuși, musulmanii resping teologia creștină privind doctrina Treimii care îl consideră pe Iisus ca pe Fiul lui Dumnezeu, văzând în aceasta o formă de politeism. 
Conceptul fundamental în islam este unicitatea lui Allah (tawhid). Acest monoteism este absolut, nu relativ sau pluralistic în orice sens al cuvântului.
Originea termenului Allah precede apariția islamului, acesta fiind un zeu al panteonului arab politeist, alături de consoartele Lui feminine, anume Allat, Al-Uzza și Manat. Istoriografia islamică amintește de un manuscris pe pergament, al cărui autor este bunicul profetului Mahomed (anume Abd-al-Mutalib), care privește reglarea unei datorii, încheiată conform tradiției locului cu invocarea divinităților adorate pe post de martori, anume Alah și Al-Milkan.  Acest fapt se înscrie în tiparul semit clasic (de ex., Yahve a avut în mintea evreilor timp de sute de ani și el o consoartă, numită Așera (celebra Astarte biblică), până când într-un final a fost desăvârșită trecerea de la politeism la monoteism, trecând prin monolatrie, așa cum ne atestă arheologia; aceeași situație cu Baal, zeul canaaneean.), al unor zeități masculine asociate unora feminine. În lucrările sale de istoria religiei, Mircea Eliade, ca și alți istorici ai religiei, explică cum faptul că unele erau socotite zeități ale fertilității iar altele zeități creatoare, a provocat la un moment dat prin preferința spre cele din urmă, trecerea la monoteism. 
Astfel se explică de ce atunci când Mohamed a intrat în conflict cu elitele de la Mecca, unchiul său Abu Lahab, care îi era ostil, a creat în 616 o uniune cu toate clanurile din Mecca împotriva tribului lui Mahomed, iar actul întocmit de uniunea aceasta clanică se încheia cu formula "In numele Tău, Oh, Alah!" Tradiția pioasă nu vede nimic anormal în faptul că Quraișiții, păgâni pe atunci, scriu "In numele lui Alah", cum ea nu găsește anormal nici faptul că tatăl lui Mahomed avea prenumele "Servitorul lui Alah" (sau dacă vrem "sclavul lui Alah" – asta înseamnă Abdalah). Explicația acestui fapt este că arabii politeiști recunoșteau mai mulți zei, printre care și Allah (divinitatea masculină), care era, ca orice bărbat arab "șeful casei", adică șeful casei de piatră care era templul orașului. În această construcție neterminată (fără acoperiș) erau reunite toate puterile supranaturale în care arabii credeau pe atunci. Rocile, în general, erau considerate ca fiind lăcașuri ale zeilor. Asta e semnificația cuvântului "bayt ilah" în araba, sau "beth el" în ebraică. Ritualul pe locul acestor așezări de piatră sau pur și simplu pietre, era rotirea în jurul lor, însă existau și mișcări necirculare, cum era un dus-întors între două roci sacre, așa cum era cazul cu rocile Safa, în sud-est, și Marwa, în nord. Natura pietroasă a Arabiei explică acest cult al pietrelor, cum este și piatra neagră încastrată în colțul Kaabei, la sud-estul edificiului. Arabii credeau însa nu numai că pietrele, ci și arborii conțin sacrul; un tufiș de palmieri (nakhla) servea de exemplu ca rezidență "Doamnei", divinității feminine ("raba") venerată de locuitorii Meccăi, care mai era numită și Al-Uzza ("Prea-Puternica"); aceștia îi cereau protecție, așa cum stă bine unor comercianți experimentați, care credeau că a face alianțe cu puterile supranaturale era benefic pentru comerțul lor. Ce poate fi mai natural decât alianța stăpânilor și domnilor (rab) acestor spații sacre, creându-se astfel un cult? Acest fapt util apărea evident în lunile sacre de pelerinaj (primăvara și cele 3 luni de toamnă), perioade de siguranță și pace în cursul cărora puteau avea loc târgurile de schimburi de mărfuri. Pelerinajul la Mecca se făcea pentru a cere protecție celor 3 doamne și stapâne (Allat, Al-Uzza și Manat), însă exista aici și un domn (rab), care era stăpânul casei (bayt) de piatră, și care în contrast cu divinitățile feminine ce procurau abundență, era creator. De aici explicația insistenței Coranului în respingerea "asociaționismului", adică recunoașterea în continuare a divinităților feminine alaturi de divinitatea masculină recuperată de noua religie. În această optică, Islamul este o trecere de la un politeism ierarhic local, la monoteism pur, sub influența religiilor mai vechi, anume iudaismul și creștinismul. 

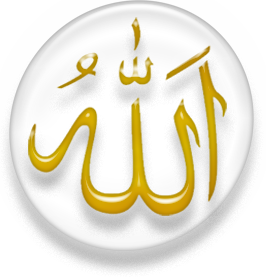
Numele lui Allah în limba arabă

Nu există nicio imagine vizuală sau reprezentare a lui Allah deoarece o astfel de imagine artistică ar duce, în optica tradițională musulmană, la idolatrie, care este interzisă. Mai mult, mulți musulmani cred că Dumnezeu este lipsit de corp, făcând imposibilă reprezentarea bi- sau tri-dimensională. Musulmanii preferă să-l descrie pe Allah prin numeroasele atribute divine menționate în Coran, adică prin cele 99 de nume ale sale.